# 塞文派因斯 (阿拉巴馬州)
謝文派因斯（英語：Seven Pines）是一個位於美國阿拉巴馬州富蘭克林縣的非建制地區。該地的面積和人口皆未知。

## 地理
謝文派因斯的座標為34°28′26″N 88°04′07″W / 34.47388°N 88.06861°W，而該地最高點為海拔高度215米（即705英尺）。